# Bad Day on the Midway
Bad Day on the Midway (рус. Черный день в парке аттракционов) — компьютерная игра, дизайном и разработкой которой занималась группа The Residents, а также некоторые другие художники, включая Джима Ладки (англ. Jim Ludtke). Игра одержала победу в премии «Macrovision International User Conference Award» 1995 года в двух номинациях — «Лучший развлекательный продукт» и «Самое инновационное использование мультимедиа».
Рон Ховард с Imagine Television собирался сделать на основе игры сериал, режиссёром которого стал бы Дэвид Линч. После двух лет встреч с Линчем проект был брошен: сценарий так никогда и не был согласован, к тому же режиссёр не смог объединить изначальный концепт игры с собственными идеями так, чтобы его это устраивало, и вскоре взялся за другой проект — Малхолланд Драйв.
Если бы сериал на основе Bad Day on the Midway всё же вышел, группа The Residents не принимала бы в нём никакого творческого участия, поскольку контракт давал им право лишь на консультирующие роли в пилотной серии.
Один из персонажей игры, мальчик по имени Тимми, в 2006 году вернулся в интернет — в мини-сериале, сделанном группой The Residents.

## Геймплей
Геймплей сосредоточен на исследовании игрового мира через разных персонажей, между которым игрок может переключаться в процессе решения задач. В игре есть альтернативные повествовательные линии с определёнными зафиксированными сюжетными элементами. Игрок встречается с различными задачами и вопросами, например, «как остановить убийцу, не вступая с ним в борьбу» или «как отреагировать на рассказ убийцы о его прошлом». Персонаж, которым управляет игрок, в некоторых ситуациях может умереть. В Bad Day on the Midway нет системы сохранений. Игра озвучена, но не имеет субтитров.

## Саундтрек
Был также выпущен альбом с саундтреком (The Residents Have A Bad Day, East Side Digital EDS 81202), а некоторые изображения из игры были собраны вместе и представлены в полном разрешении на DVD группы The Residents под названием Icky Flix.

## Оценка
- На сайте GameRankings игра получила общую оценку в 66,20 %, которая была сделана на основании пяти рецензий c различных игровых сайтов.[3]
- Общая оценка от игрового сайта MobyGames — 79 из 100[4]
- Игра получила положительную оценку в заметке русского журнала «Компьютерные Вести» за 1997 год. Автор заметки, Иван Ковалёв, сравнил Bad Day on the Midway с такими играми как The Dark Eye, Bad Mojo и The 7th Guest, и в целом охарактеризовал игру как страшную и ошеломляющую, а также отметил её новаторство такими словами: «Сказать, что такого вы раньше не видели, значит ничего не сказать.[5]» Автор заметки также похвалил качество перевода в русской пиратской версии игры.